# 마츠다 루카

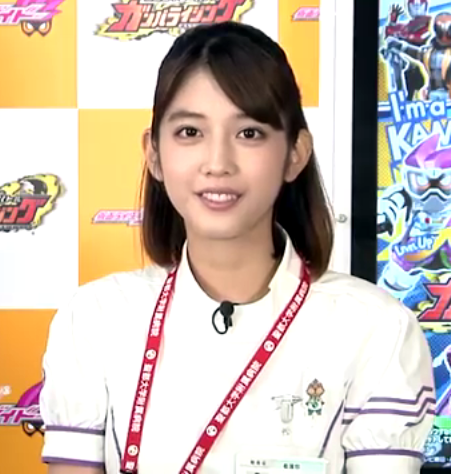

마츠다 루카(일본어: 松田 るか まつだ るか[*]/Ruka Matsuda, 1995년 10월 30일 ~ )는 일본의 오키나와현에서 태어난 배우이다. 키는 161cm에다가 몸무게는 40kg에다가 혈액형은 O형이다. 쓰리 사이즈는 주로 B72 - W55 - H83이다.

## 인물 및 애피소드
- 취미는 애니메이션 감상, 가라오케, 수영이다.
- 원래 가면라이더 에그제이드의 히로인인 카리노 아스나와 뽀삐 삐뽀빠뽀는 다른 배우로 캐스팅하려 했으나 목소리 변환 연기를 보여줘서 그대로 두 캐릭터 모두 연기하게 되었다고 인터뷰에서 밝혔다. 결과적으론 신의 한 수였다.
- 축구를 매우 좋아하는 것 같다. 일본 현지에서는 라리가 홍보 대사로 활동하고 있으며 트위터를 보면 루카가 직접 라리가 팀들 유니폼을 입고 촬영한 화보가 있으며 2018년 첫 엘클라시코를 챙겨보고 있는 장면도 사진으로 인증했다. 그 외에도 레알 마드리드, 리버풀 FC, 유벤투스, 피오렌티나, 도르트문트 유니폼 사진도 있다.
- 가장 좋아하는 축구 선수는 치차리토라고 밝혔다.
- 최근에 영어와 한국어를 할 수 있다고 트위터에 올렸다. 트윗을 보고 감탄하는 팬들이 많다.

## 애니메이션
- 하이타이 나나파 - 컁 나오
- 전파교사 - 미도리

## 영화
- 2021년 극장판 카케구루이2: 절체절명의 러시안 룰렛 - 스메라기 이쓰키 역